# Entéromorphe
Enteromorpha
Genre
Enteromorpha (les entéromorphes) est un genre d'algues vertes de la famille des Ulvaceae. Selon certaines sources (WRMS ou NCBI par ex.), le taxon Enteromorpha n'est pas valide et les espèces qu'il renferme sont placées dans le genre Ulva.

## Morphologie
Ce sont des algues à structure palissadique, ayant la forme d'un tube dont le diamètre est assez constant chez un même individu, mais variable selon les espèces. Ce tube peut parfois être aplati, ou ramifié. La paroi du tube est formée d'une couche unique de cellules. Chaque cellule végétative possède un seul noyau et un seul chloroplaste.

## Reproduction
Le cycle de vie des espèces d'Enteromorpha présente de grandes ressemblances avec celui d'autres algues vertes de la même famille (et selon les sources du même genre) : les Ulva.

## Habitat
Les entéromorphes supportent assez bien une faible salinité ; elles sont communes dans les baies saumâtres. Certaines espèces peuvent aussi parfois coloniser un fleuve, comme Enteromorpha intestinalis qui remonte la Seine jusqu'à Paris.

## Étymologie
Le terme « enteromorpha » signifie en grec : « en forme d'intestin ».

## Liste d'espècesdu genreEnteromorpha, considéré comme ancien (voirUlva).
- Enteromorpha chaetomorphoides
- Enteromorpha clathrata (Roth) Greville
- Enteromorpha compressa (L.) Greville
- Enteromorpha confervacea
- Enteromorpha crinita
- Enteromorpha cruciata
- Enteromorpha erecta
- Enteromorpha flexuosa
- Enteromorpha groenlandica
- Enteromorpha hendayensis
- Enteromorpha intestinalis
- Enteromorpha lingulata
- Enteromorpha linza
- Enteromorpha marginata
- Enteromorpha micrococca Kuetzing
- Enteromorpha pilifera
- Enteromorpha plumosa Kuetz.
- Enteromorpha prolifera
- Enteromorpha ralfsii
- Enteromorpha ramulosa
- Enteromorpha torta
- Enteromorpha tubulosa

## Les entéromorphes et l'homme

### Bioindication de pollution des eaux
Certaines entéromorphes sont considérées comme des bioindicateurs : une abondance anormale, et plus encore une pullulation (« marée verte ») de ces entéromorphes est considérée comme un signe de dysfonctionnement écologique. Ces marées vertes sont généralement liées à une eutrophisation ou dystrophisation de l'eau (due à l'apport d'engrais agricoles (nitrates, phosphates), d'effluents urbains…) ou au fait qu'un milieu riche en matière organique est en train de se fermer ou de chauffer au soleil. C'est un phénomène de plus en plus fréquemment observé, par exemple en France dans la baie du Mont Saint-Michel[réf. nécessaire].

### Alimentation
Ces algues peuvent être utilisées pour l'alimentation animale ou humaine.

#### Alimentation humaine
Traditionnellement consommée au Japon sous le nom générique de « Aonori », les entéromorphes ont été autorisées en France à la consommation humaine en décembre 1988 par le Conseil supérieur d'hygiène publique.